# Ali
Az Ali arab eredetű férfinév (eredetileg علي – ʿAlī), jelentése: fenséges, fennkölt.

## Gyakorisága
Az 1990-es években szórványosan fordult elő, a 2000-es és a 2010-es években nem szerepel a 100 leggyakoribb férfinév között.
A teljes népességre vonatkozóan a 2000-es és a 2010-es években az Ali nem szerepelt a 100 leggyakrabban viselt férfinév között.

## Névnapok
- augusztus 15.[2]

## Híres Alik
„Ali” utónevű személyek szócikkeinek listája a Wikidata alapján